# Senna spectabilis
Espèce
Statut de conservation UICN

 LC  : Préoccupation mineure
Senna spectabilis est une espèce de plantes à fleurs de la famille des Fabaceae. C'est un arbre originaire d'Amérique.

## Description
C'est un arbre de 7 à 10 m de haut, aux feuilles alternes, pétiolées, pennées, à 10 à 15 folioles pubescents longues de 40 cm, aux fleurs jaunes en grappes aux 5 pétales inégaux, à 7 étamines fertiles. Le fruit est une gousse de 18 à 25 cm de long.

## Répartition et habitat
La plante est originaire d'Amérique du Sud. Elle a d'abord été découverte dans l'est du Brésil et sur la côte de l'Équateur. Elle a ensuite été détectée en Amérique centrale ainsi que dans les Antilles.
L'espèce est trouvée en forêts jusqu'à une altitude de 2000 m.

## Galerie

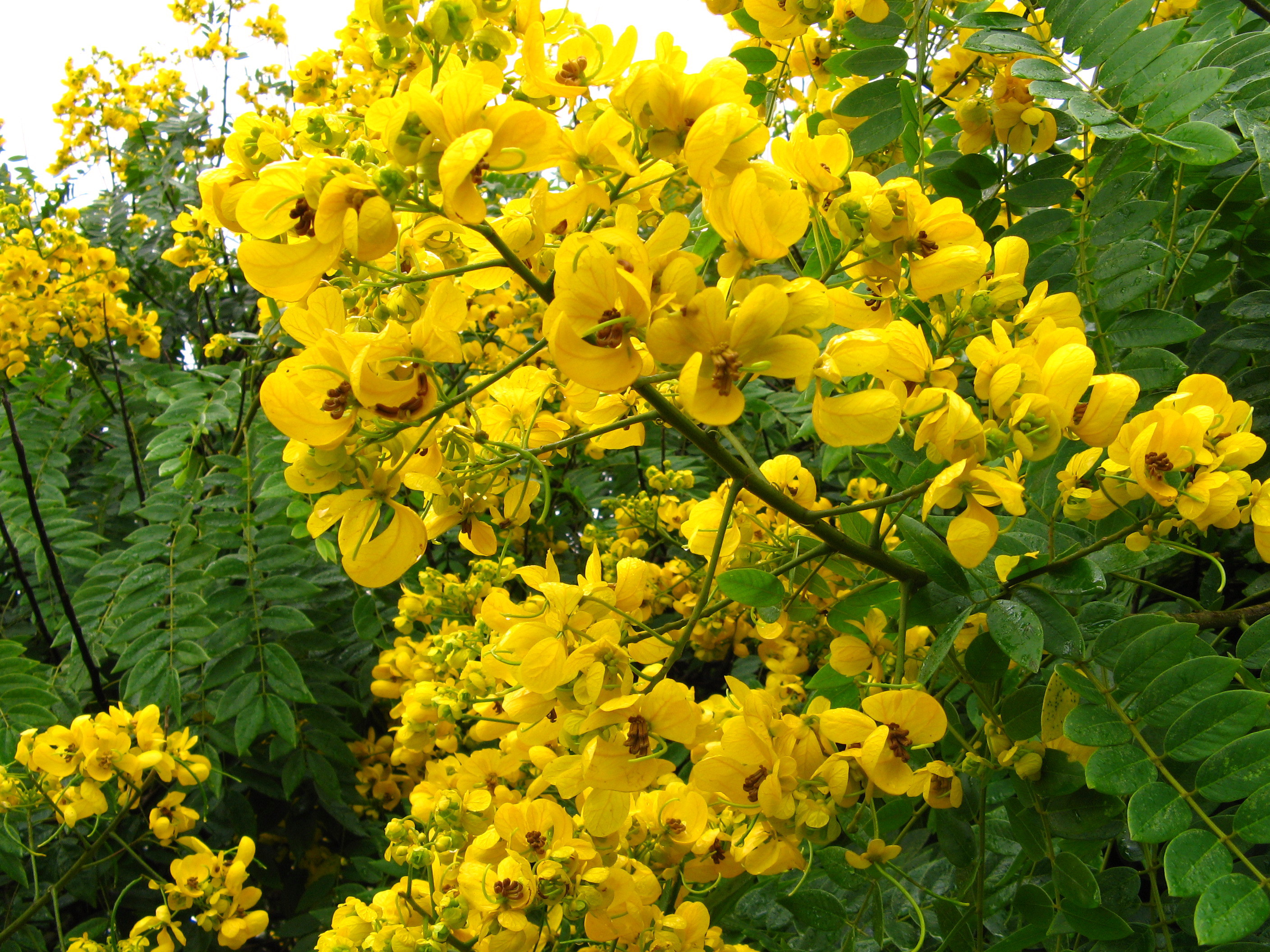
Feuilles et fleurs.
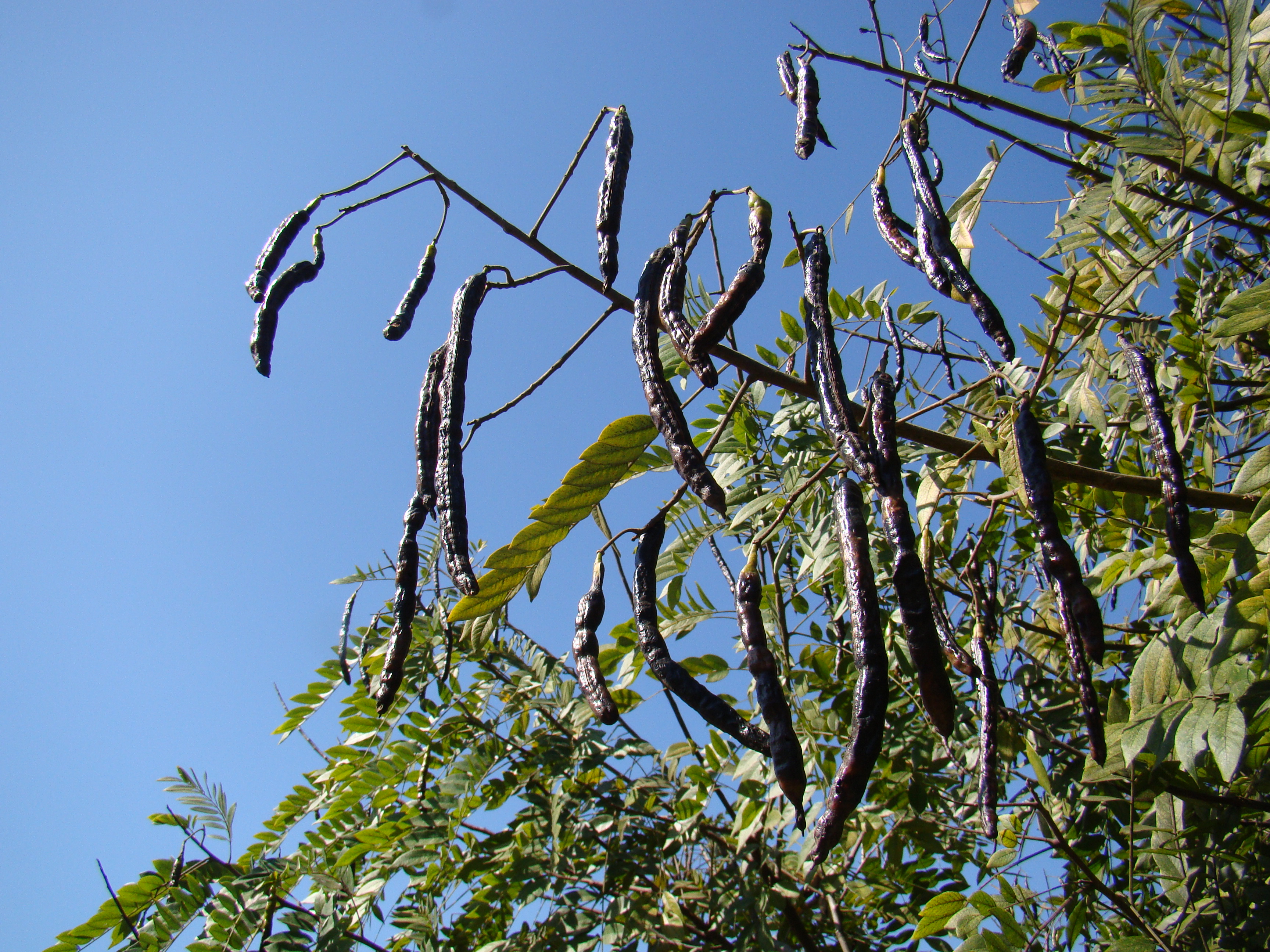
fruit.